# رالی (ویرجینیای غربی)
رالی (به انگلیسی: Raleigh) یک منطقهٔ مسکونی در ایالات متحده آمریکا است که در شهرستان رالی، ویرجینیای غربی واقع شده‌است. رالی ۶۷۹٫۱ متر بالاتر از سطح دریا واقع شده‌است.